# Агабабов Аршавір Аветисович
Аршавір Аветисович Агабабов (1902, село Туг Шушинського повіту Єлизаветпольської губернії (Нагірний Карабах), тепер Ходжавендського району, Азербайджан — 5 липня 1951?) — азербайджанський радянський діяч, заступник голови Ради народних комісарів Азербайджанської РСР, секретар Бакинського міськкому КП(б) Азербайджану. Депутат Верховної ради СРСР 3-го скликання.

## Життєпис
Народився в родині сільського коваля. У 1906 році помер батько, Аршавіра змушений був з юних років важко працювати.
Член РКП(б) з 1919 року.
У 1919 році проживав у Середній Азії, де вступив до лав червоних партизанів Самарканду. Служив у Червоній армії, брав участь у придушенні національних повстань. У 1920 році був направлений на роботу в органи Надзвичайної комісії із боротьби з контрреволюцією (ВЧК).
Потім був завідувачем Самаркандської каси соціального страхування, працював у Самаркандському окружному комітеті ЦК КП(б) Узбекистану.
У 1926 році вступив на робітничий факультет Середньоазіатського державного університету в Ташкенті, після закінчення якого поїхав вчитися до Москви. Вступив до Московського вищого інженерно-будівельного училища, потім навчався у Військово-інженерній академії імені Куйбишева.
Одночасно із навчанням працював викладачем і виконував обов'язки директора Московського будівельного (потім мулярського) технікуму.
У 1938—1939 роках — директор Азербайджанського індустріального інституту імені Азізбекова в Баку.
У 1939—1942 роках — заступник голови Ради народних комісарів Азербайджанської РСР.
У жовтні 1942 — квітні 1946 року — 2-й секретар Дагестанського обласного комітету ВКП(б).
У квітні 1946 — січні 1947 року — заступник голови виконавчого комітету Бакинської міської ради депутатів трудящих.
У січні 1947 — липні 1950 року — 3-й секретар Бакинського міського комітету КП(б) Азербайджану.
Подальша доля невідома.

## Нагороди
- орден Вітчизняної війни І ст.
- два ордени Трудового Червоного Прапора
- орден Червоної Зірки
- медаль «За оборону Кавказу»
- медаль «За перемогу над Німеччиною у Великій Вітчизняній війні 1941—1945 рр.»
- медаль «За доблесну працю у Великій Вітчизняній війні 1941—1945 рр.»